# ウニアンガ湖群

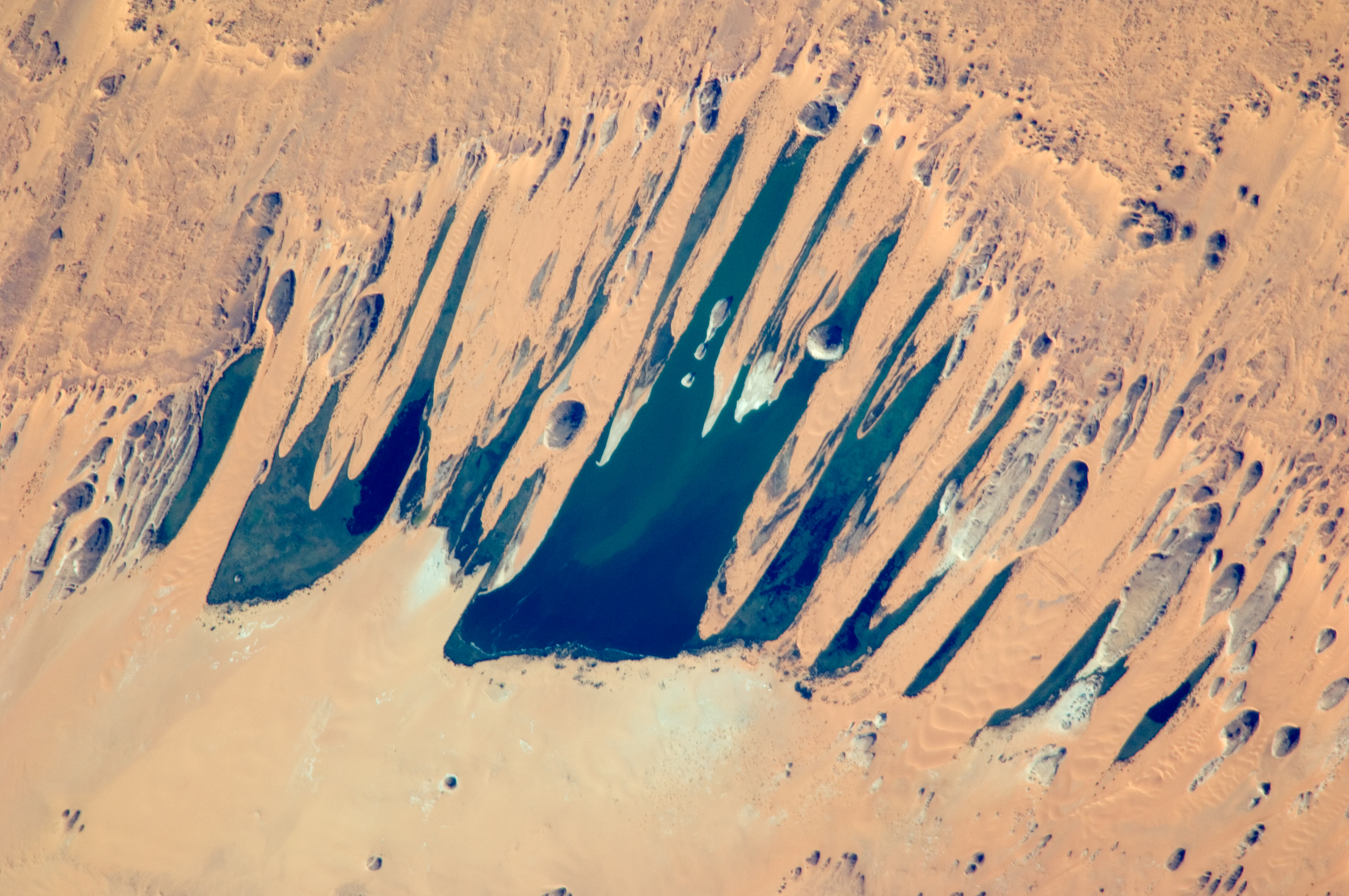
ウニアンガ・セリル群の衛星写真

ウニアンガ湖群（ウニアンガこぐん、Lacs d'Ounianga）、ウニアンガ湖沼群（ウニアンガこしょうぐん）は、チャド北東部のサハラ砂漠にある18の湖の総称で、ティベスティ山地西部からエネディ地方東部にかけての盆地に位置する。2012年にUNESCOの世界遺産リストに登録された。チャドでは初の世界遺産である。
年降水量が2 mm以下の灼熱の砂漠地帯に位置する湖は、大きさ、深さ、成分組成、色彩などがまちまちである。18の湖は近傍の村々の名前をもとに、以下のように分類される。
- ウニアンガ・ケビル群（Ounianga Kébir） : 「大ウニアンガ」の意味で、最大のヨアン湖（フランス語版）（Lac Yoan）をはじめ、ユマ湖（フランス語版）（Lac Uma）、ミオジ湖（フランス語版）（Lac Mioji）、フォロドヌ湖（フランス語版）（Lac Forodone）の計4つの湖から構成されている[3]。総面積は7056 haである[4]。
- ウニアンガ・セリル群（Ounianga Sérir） : 「小ウニアンガ」の意味で、最大のテリ湖（フランス語版）（Lac Teli）をはじめ、ブク湖（フランス語版）（Lac Boukou）、ブドラン湖（Lac Bedrin）、ジャラ湖（フランス語版）（Lac Djara）、アグタ湖（フランス語版）（Lac Agouta）、オグ湖（フランス語版）（Lac Hogou）、エダン湖（Lac Edem）、アルジュー湖（フランス語版）（Lac Ardjou）など計14の湖で構成される[5]。総面積は5108 ha である[4]。

## 地理
これらの湖は世界中の砂漠の中でも変わった水循環の仕組みを形成している。普通は高度に乾燥した環境で地表に水がさらされていると、ほとんどが蒸発するために塩分濃度が高くなる。ウニアンガの場合、水深25メートル (82 ft)のヨアン湖から蒸発する量が年間に水深6メートル (20 ft)相当という膨大な量に上ろうとも、淡水湖のテリ湖を除くすべての湖を維持する独特の自然的要因が組み合わさっている。まず第一に、地下の帯水層には、かつて湿潤だった数千年間に蓄えられてきた水があり、それが湖に供給されている。第二に、盆地を、周辺の湖よりも低いところに位置するテリ湖を含む10の湖に分けているものは、風に吹かれた砂であり、水が透過して相互の湖を移動しうる。第三に、淡水の湖の表面にはアシが薄い幕のように覆っており、これが蒸発を和らげているが、テリ湖の表面にはそれが欠けており、結果として、テリ湖の表面ではより多量の蒸発が起こり、低水位が保たれる。これによって、隣接する湖から、透過性の高い砂を通じてテリ湖に水が流れ込むことになり、テリ湖の淡水性が保たれるのである。
湖によって青、緑または赤色を呈し、淡水湖には浮水植物および水生動物、特に魚類が生息しているが、塩湖には藻類と微生物しか生えていない。周辺にはヤシの木、砂丘や壮大な砂岩の地形がある。

## 人との関わり
この地方の気候変動の歴史は、およそ11000年前の最後の氷河期の終わりに、人類の移住があったことに関わっていると考えられている。一帯は、モンスーンが減衰した約5000年前に砂漠になった。ヨアン湖の湖底から掘削した円筒形の標本の調査は、氷河期以降の16 mの堆積物が、1年ごとを示す10940の層からなることを明らかにした。

## 世界遺産
ウニアンガ湖群がチャドの世界遺産暫定リストに記載されたのは、2005年のことだった。2011年に初めて推薦され、自然遺産の諮問機関である国際自然保護連合（IUCN）は、「登録」を勧告した。2012年の第36回世界遺産委員会の審議では、勧告通り登録が決まった。チャドでは初めての世界遺産である。

### 登録基準
この世界遺産は世界遺産登録基準のうち、以下の条件を満たし、登録された（以下の基準は世界遺産センター公表の登録基準からの翻訳、引用である）。
- (7) ひときわすぐれた自然美及び美的な重要性をもつ最高の自然現象または地域を含むもの。

この基準は、砂漠地帯の枯れない湖として、それを支える帯水層や相互に関連しあう湖の仕組みの非常にすばらしい例証であることと、景観美としても優れている点が評価されて適用されたものである。
なお、チャド当局は基準（8）の適用も求めていた。
- (8) 地球の歴史上の主要な段階を示す顕著な見本であるもの。これには生物の記録、地形の発達における重要な地学的進行過程、重要な地形的特性、自然地理的特性などが含まれる。

しかし、IUCNはこの湖群がサハラ砂漠の環境変動を理解することなどに寄与することを認めたものの、それは地球規模の顕著な普遍的価値を証明するものではないとして退けた。

### 登録名
世界遺産としての正式登録名は、Lakes of Ounianga（英語）、Lacs d'Ounianga（フランス語）である。日本ではその訳語を「ウニアンガ湖群」としているものが多い。
ほかの訳語には
- ウニアンガ湖沼群（日本ユネスコ協会連盟）[14]
- ウニアンガの湖（西和彦）[15]

がある。